# Garcinia bracteata
Garcinia bracteata är en tvåhjärtbladig växtart som beskrevs av Cheng Yih Wu och Y.H. Li. Garcinia bracteata ingår i släktet Garcinia och familjen Clusiaceae. Inga underarter finns listade i Catalogue of Life.